# Australina
Australina es un género botánico con 17 especies de plantas de flores perteneciente a la familia Urticaceae.

## Especies seleccionadas
- Australina acuminata
- Australina caffra'
- Australina capensis
- Australina diandra
- Australina flaccida